# Bryan Donkin

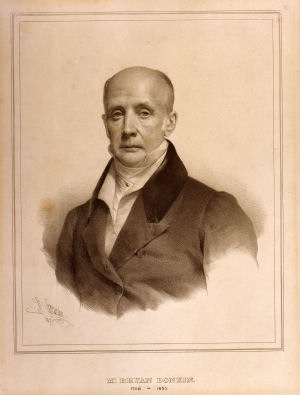
Bryan Donkin

Bryan Donkin (Sandoe, Northumberland, 22 maart 1768 – 27 februari 1855) was een Brits ingenieur en industrieel. 

## Leven
Hij was als leerjongen in dienst van de papierfabrikant John Hall in Dartford, Kent. Donkin was in 1798 betrokken bij de ontwikkeling van de langzeefpapiermachine naar een concept van de Fransman Nicholas Louis Robert. Hij trad in dienst van de gebroeders Fourdrinier en ontwikkelde een commerciële versie van deze Robert-machine, die later onder de naam Fourdrinier-machine bekend werd. In 1806 was deze machine klaar voor gebruik. Door de hoge kosten voor de ontwikkeling van de machine gingen de gebroeders Fourdrinier in 1808 failliet. Donkin ging echter verder, bleef jarenlang de enige bouwer van deze papiermachines en kon deze zelfs wereldwijd verkopen, hetgeen hem tot een vermogend man maakte.
Donkin was tevens de uitvinder van de compositierollen, gebruikt bij de druktechniek.
In 1812 richtte Donkin te Bermondsey de eerste Britse fabriek voor ingeblikt voedsel op. De blikjes waren gecoat met tin en waren bedoeld voor het bewaren van voedsel zoals vlees. Hij had een patent gekocht van Peter Durand, die zelf voortbouwde op het werk van Nicolas Appert.
Omstreeks 1847 ontwierp Donkins onderneming de eerste producten voor het opzetten van een systeem voor gasindustrie. De naam Donkin is algemeen bekend voor bepaalde typen gasafsluiters en Bryan Donkin RMG Gas Controls Limited is in Europa nog steeds een succesvolle firma.
In 1853 bouwde Donkin de Timeline of computing 2400 BC-1949 full-scale difference engine, een rekenmachine gebaseerd op het ontwerp van Per Georg Scheutz en zijn zoon Edvard. De machine werkte op 15-cijferige getallen en verschillen van de vierde orde, en produceerde gedrukte output in een vorm zoals Charles Babbage zich dit had voorgesteld.